# Amtsgericht Schwarzenbek

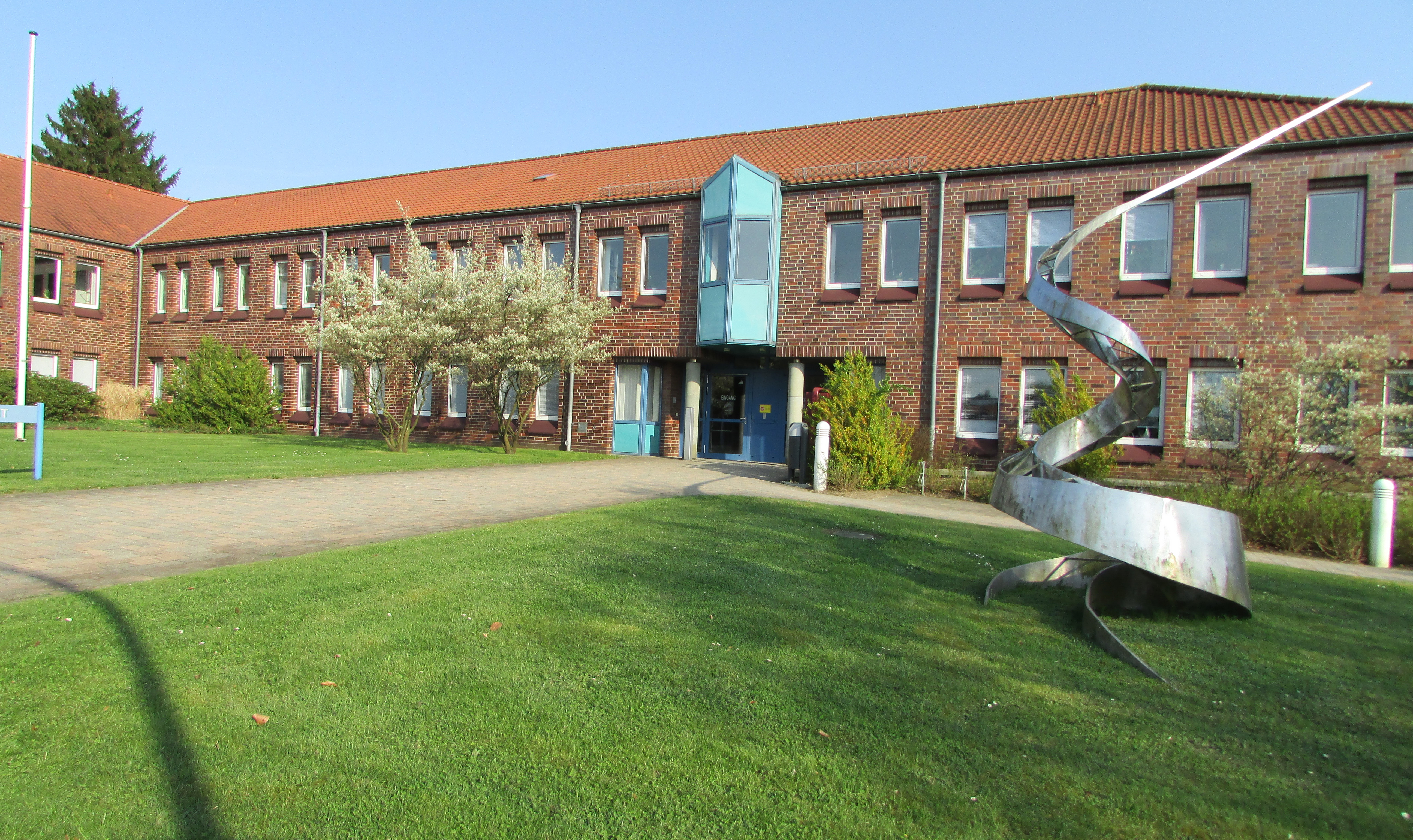
Gebäude des Amtsgerichts Schwarzenbek

Das Amtsgericht Schwarzenbek ist ein Gericht der ordentlichen Gerichtsbarkeit des Landes Schleswig-Holstein und eines von sieben Amtsgerichten im Bezirk des Landgerichts Lübeck.

## Gerichtssitz und -bezirk

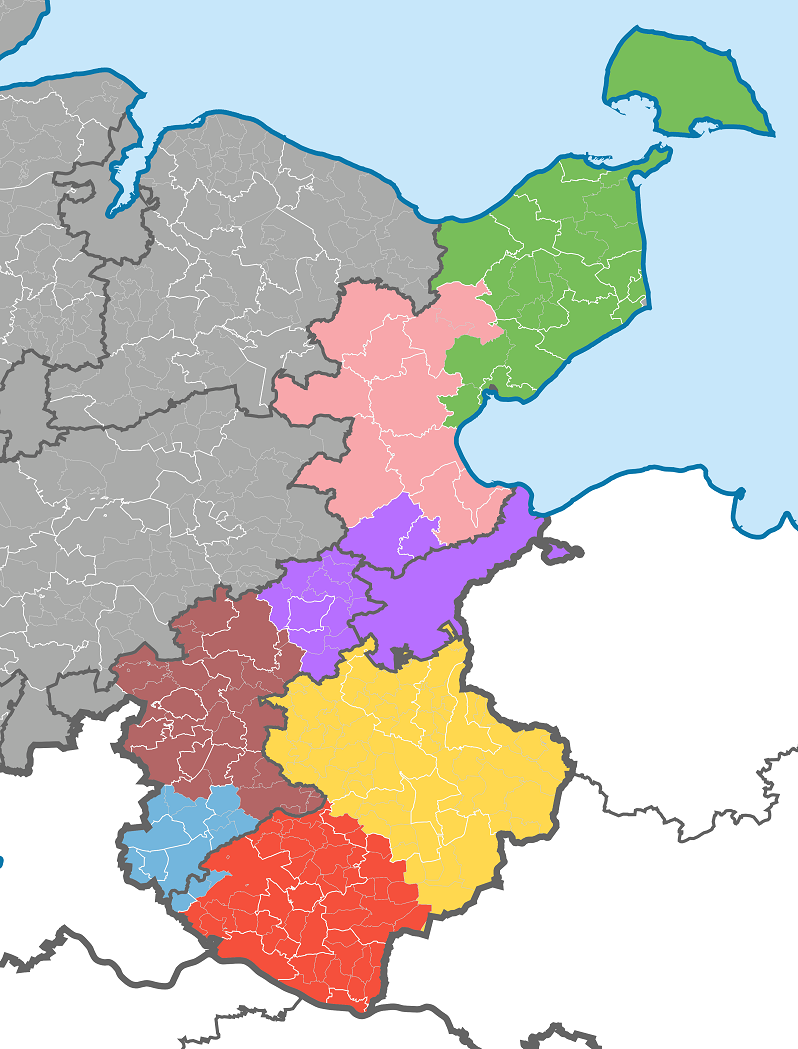
Gerichtsbezirke der dem LG Lübeck nachgeordneten Amtsgerichte
AG Oldenburg in Holstein
AG Eutin
AG Lübeck
AG Ahrensburg
AG Ratzeburg
AG Reinbek
AG Schwarzenbek

Das Gericht hat seinen Sitz in der Stadt Schwarzenbek.
Der Gerichtsbezirk umfasst die folgenden Städte und Gemeinden:
| - Basedow - Basthorst - Börnsen - Bröthen - Brunstorf - Buchhorst - Büchen - Dahmker - Dalldorf | - Dassendorf - Elmenhorst (Kreis Herzogtum Lauenburg) - Escheburg - Fitzen - Fuhlenhagen - Geesthacht - Grabau (Kreis Herzogtum Lauenburg) - Groß Pampau - Grove | - Gülzow - Hamfelde - Hamwarde - Havekost - Hohenhorn - Juliusburg - Kankelau - Kasseburg - Klein Pampau | - Köthel (Kreis Herzogtum Lauenburg) - Kollow - Kröppelshagen-Fahrendorf - Krüzen - Krukow - Kuddewörde - Lanze - Lauenburg/Elbe - Lütau | - Möhnsen - Mühlenrade - Müssen - Roseburg - Sahms - Schnakenbek - Schretstaken - Schulendorf - Schwarzenbek | - Siebeneichen - Talkau - Tramm - Wangelau - Witzeeze - Wiershop - Worth |

Zudem gehört zum Bezirk das gemeindefreie Gebiet des Forstgutsbezirks Sachsenwald.

## Gerichtsgebäude

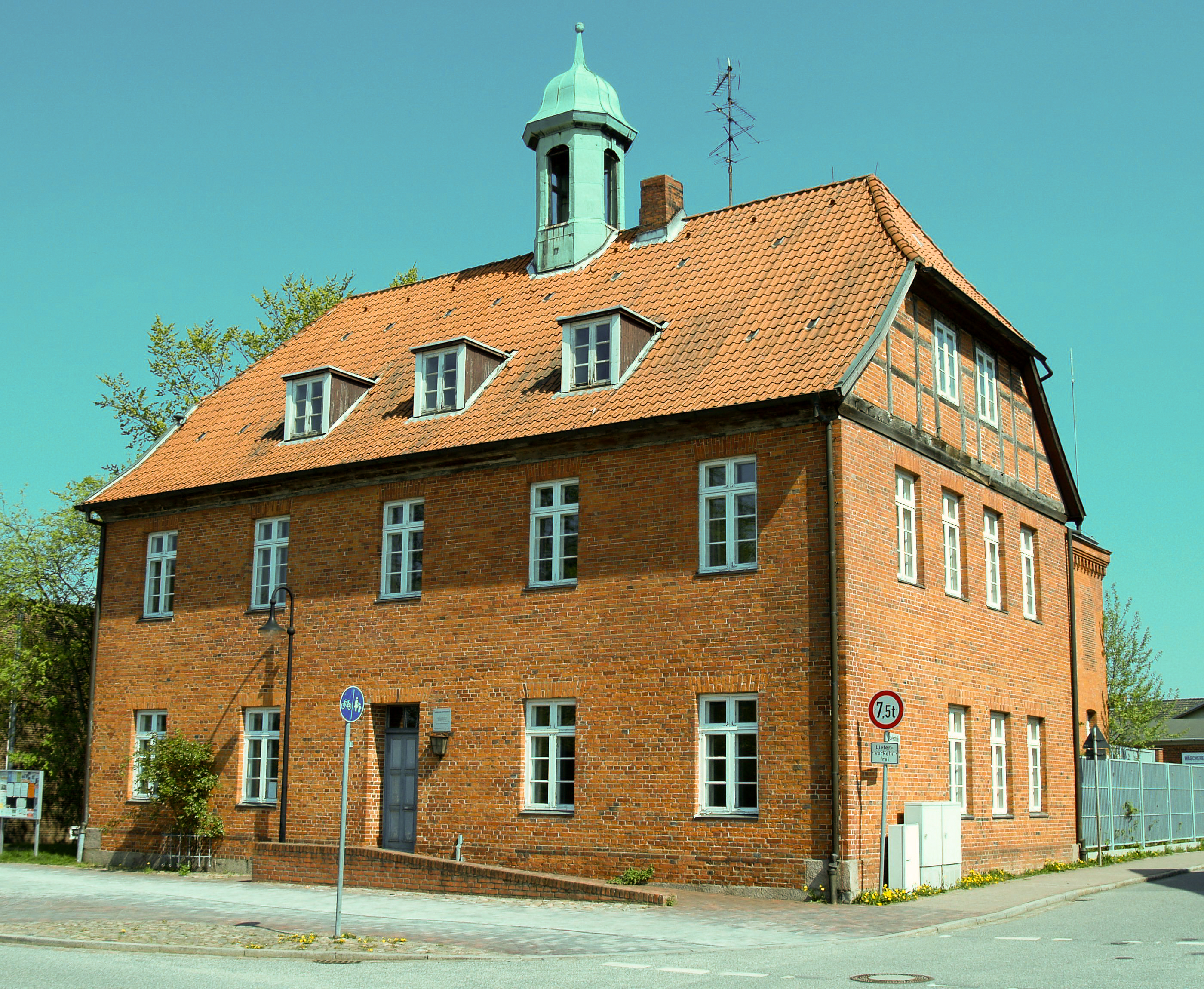
Ehemaliges Gerichtsgebäude in der Compestraße

Der Neubau des Gerichtsgebäudes unter der Anschrift Möllner Straße 20 wurde im April 1992 bezogen. Davor befand sich das Amtsgericht im ehemaligen Amtshaus, einem denkmalgeschützten Gebäude in der Compestraße.

## Übergeordnete Gerichte
Das Amtsgericht Schwarzenbek ist Eingangsgericht. Ihm übergeordnet ist das Landgericht Lübeck sowie im weiteren Instanzenzug das Schleswig-Holsteinische Oberlandesgericht und der Bundesgerichtshof.